# Province de Carthagène des Indes
1535–1857
Entités précédentes :
- Tierra Firme (1535)
- État libre de Carthagène des Indes (1815)

Entités suivantes :
- État libre de Carthagène des Indes (1811)
- Province de Mompóx (1826)
- État fédéral de Bolívar (1857)

La province de Carthagène, ou gouvernorat de Carthagène durant la domination espagnole, était une entité administrative et politique de la Nouvelle-Grenade. Elle fut créée en 1535 et dissoute en 1857. Sa capitale était Carthagène des Indes.

## Histoire
La province de Carthagène est initialement un gouvernorat de la vice-royauté de Nouvelle-Grenade (entité coloniale espagnole recouvrant le nord de l'Amérique du Sud).
Après avoir été brièvement indépendante sous le nom d'État libre de Carthagène des Indes, la province est intégrée à la Grande Colombie, au sein du département de Magdalena. En 1826, la partie sud-est de la province devient la province de Mompóx.
Après la dissolution de la Grande Colombie, la province fait partie de la république de Nouvelle-Grenade. 
En 1857, fusionnant avec la province de Mompóx, elle devient l'État fédéral de Bolívar, État fédéré intégré à la Confédération grenadine l'année suivante.

La province de Carthagène en 1810
La province de Carthagène en 1855